# Ганн, Шакия
Шакия Ганн (англ. Sakia Gunn, 26 мая 1987 года — 11 мая 2003 года) — 15-летняя лесбиянка — афроамериканка из Ньюарка (Нью-Джерси, США), которая была смертельно ранена ножом после того, как заявила о своей сексуальной ориентации.

## Убийство
Шакия с подругами ждала автобус, когда к ним подошли двое мужчин и предложили познакомиться. Девочки отказались, сказав, что они лесбиянки. Завязалась ссора, в ходе которой Шакия получила удар ножом в грудь и была тяжело ранена. После этого убийцы скрылись на машине и оставили девушку умирать. Подруги Шакии остановили машину и довезли её до ближайшего госпиталя, где она скончалась от тяжелых ранений.

## Приговор суда
Один из преступников, 29-летний Ричард Маккаф, был арестован 16 мая 2003 года и опознан свидетелями. Убийство носило характер «преступления на почве ненависти», что стало отягчающим обстоятельством. 21 апреля 2005 года Ричард Маккаф был признан виновным и приговорён к 20 годам заключения.

## Последствия преступления
Убийство Шакии вызвало акции протестов в Ньюарке. Больше чем 2500 человек, как сообщали новостные службы, пришли на похороны Ганн.
Редактор популярного интернет-журнала «The Gully» утверждал, что зверское убийство описывалось многими изданиями неверно. Многие из репортеров выдвигают на первый план «драку», которая произошла между Ганн и её убийцей, и утверждают, что если бы Ганн и её подруги не заявили о своей сексуальной ориентации, мужчины оставили бы их в покое. Авторы журнала утверждают, что мужчины приставали к Ганн и её друзьям из-за того, что они знали, что девочки были лесбиянками, и что сексуальные приставания вызовут у них протест.
Смерть Шакии Ганн вызвала протесты представителей ЛГБТ-сообщества города. ЛГБТ-сообщество вместе с GLAAD провели митинг у офиса мэра города. Среди их требований было учреждение центра для проведения культурных и общественных мероприятий ЛГБТ-сообщества, 24-часовое патрулирование полицейскими главных улиц города, а также создание консультативного совета из ЛГБТ-представителей при мэрии города. До настоящего времени мэрия не выполнила взятые на себя обязательства, что вызвало негодование среди ЛГБТ-сообщества. Союз Гордости Ньюарка, группа защиты интересов ЛГБТ-сообщества, был основан вслед за убийством Ганн и продолжает лоббировать городскую администрацию.

## Образ в искусстве и публицистике
- Жизни Шакии Ганн посвящён раздел в изданной в 2006 году книге К. Б. Зук (Kristal Brent Zook) «Жизни черных женщин: рассказы о боли и стойкости» (Black Women’s Lives: Stories of Pain and Power)[6].
- Документальный фильм о ней «Dreams Deferred» демонстрировался на фестивале в Нью-Йорке в 2008 году[7].
- Также её имя упоминается в ряде газетных публикаций как пример жертвы нетерпимости[8][9][10][11].